# Тянь Лян
Тянь Лян (27 серпня 1979) — китайський стрибун у воду.
Олімпійський чемпіон 2000, 2004 років, учасник 1996 року. Чемпіон світу 1998, 2001 років.
Переможець Азійських ігор 1998, 2002 років.
Переможець літньої Універсіади 2001, 2003 років.